# 어린 연인
"어린 연인"은 1994년에 개봉한 대한민국의 영화이다.

## 캐스팅
- 이경영 : 이은우 역
- 우희진 : 김윤희 역
- 김성옥 : 김중엽 역
- 윤승원 : 정형국 역
- 박주미 : 오소영 역
- 전무송 : 오 교수 역
- 이남희 : 역무원 2 역